# Persea chrysophylla
Persea chrysophylla är en lagerväxtart som beskrevs av Kopp. Persea chrysophylla ingår i släktet avokador, och familjen lagerväxter. Inga underarter finns listade i Catalogue of Life.